# ألفارو مارتين (لاعب كرة قدم)
ألفارو مارتين (بالإسبانية: Álvaro Martín De Frías)‏ هو لاعب كرة قدم إسباني، ولد في 15 يناير 2001 في مدريد في إسبانيا.